# Morrilton
Morrilton é uma cidade localizada no estado americano de Arkansas, no Condado de Conway.

## Demografia
Segundo o censo americano de 2000, a sua população era de 6550 habitantes.
Em 2006, foi estimada uma população de 6558, um aumento de 8 (0.1%).

## Geografia
De acordo com o United States Census Bureau, a localidade tem uma área de 22,1 km², dos quais 21,3 km² cobertos por terra e 0,8 km² cobertos por água.

## Localidades na vizinhança
O diagrama seguinte representa as localidades num raio de 24 km ao redor de Morrilton.